# UFC Fight Night: Korean Zombie vs. Rodríguez
UFC Fight Night: Korean Zombie vs. Rodríguez (conosciuto anche come UFC Fight Night 139) è stato un evento di arti marziali miste tenuto dalla Ultimate Fighting Championship il 10 novembre 2018 al Pepsi Center di Denver, negli Stati Uniti.

## Risultati
|                                   | Divisione                        |                      |                 |                   | Metodo                                      | Round           | Tempo           | Premio          |
| Card Principale                   | Card Principale                  | Card Principale      | Card Principale | Card Principale   | Card Principale                             | Card Principale | Card Principale | Card Principale |
| --------------------------------- | -------------------------------- | -------------------- | --------------- | ----------------- | ------------------------------------------- | --------------- | --------------- | --------------- |
|                                   | Pesi piuma                       | Yair Rodríguez       | batte           | Jung Chan-sung    | KO (gomitata)                               | 5               | 4:59            | FOTN, POTN      |
|                                   | Pesi welter                      | Donald Cerrone       | batte           | Mike Perry        | Sottomissione (armbar)                      | 1               | 4:46            | POTN            |
|                                   | Catchweight femminile (62,59 kg) | Germaine de Randamie | batte           | Raquel Pennington | Decisione unanime (30-27, 30-27, 30-27)     | 3               | 5:00            |                 |
|                                   | Pesi leggeri                     | Beneil Dariush       | batte           | Thiago Moisés     | Decisione unanime (30-25, 30-25, 30-26)     | 3               | 5:00            |                 |
|                                   | Pesi paglia femminili            | Maycee Barber        | batte           | Hannah Cifers     | KO tecnico (pugni)                          | 2               | 2:01            |                 |
|                                   | Pesi leggeri                     | Mike Trizano         | batte           | Luis Peña         | Decisione non unanime (28-29, 29-28, 30-27) | 3               | 5:00            |                 |
| Card Preliminare (Fox Sports 1)   |                                  |                      |                 |                   |                                             |                 |                 |                 |
|                                   | Pesi paglia femminili            | Ashley Yoder         | batte           | Amanda Cooper     | Decisione non unanime (29-28, 27-30, 29-28) | 3               | 5:00            |                 |
|                                   | Pesi piuma                       | Bobby Moffett        | batte           | Chas Skelly       | Sottomissione tecnica (brabo choke)         | 2               | 2:43            |                 |
|                                   | Pesi leggeri                     | Davi Ramos           | batte           | John Gunther      | Sottomissione (rear-naked choke)            | 1               | 1:57            |                 |
|                                   | Pesi leggeri                     | Devonte Smith        | batte           | Julian Erosa      | KO (pugni)                                  | 1               | 0:46            |                 |
| Card Preliminare (UFC Fight Pass) |                                  |                      |                 |                   |                                             |                 |                 |                 |
|                                   | Pesi mosca                       | Eric Shelton         | batte           | Joseph Morales    | Decisione non unanime (29-28, 27-30, 30-27) | 3               | 5:00            |                 |
|                                   | Pesi gallo                       | Mark de la Rosa      | batte           | Joby Sanchez      | Decisione non unanime (29-28, 28-29, 30-27) | 3               | 5:00            |                 |

## Premi
I lottatori premiati ricevettero un bonus di 50.000 dollari.
Legenda:
- FOTN: Fight of the Night (vengono premiati entrambi gli atleti per il miglior incontro dell'evento)
- POTN: Performance of the Night (viene premiato il vincitore per la migliore performance dell'evento)